# Ocnogyna albescens
Ocnogyna albescens är en fjärilsart som beskrevs av Charles Oberthür 1911. Ocnogyna albescens ingår i släktet Ocnogyna och familjen björnspinnare. Inga underarter finns listade i Catalogue of Life.